# Ofensiva de Qalamoun oriental (abril de 2018)
 El 17 de abril de 2018, los grupos rebeldes en el bolsillo oriental de las Montañas Qalamoun, liderados por Jaysh al-Islam, llegaron a un acuerdo de rendición con el Ejército sirio y Rusia. El acuerdo se produjo después de 2 semanas de negociaciones que comenzaron con un ultimátum del ejército sirio el 3 de abril. Alrededor de 1.500 rebeldes entregaron armas pesadas y equipo al Ejército sirio, y fueron evacuados por 124 autobuses en 4 convoyes a áreas controladas por turcos en el norte de la gobernación de Alepo junto con sus familias, con un total de alrededor de 5,000 personas. El 25 de abril, el último grupo de rebeldes y sus familias abandonaron el bolsillo oriental de Qalamoun, y la región quedó bajo el control total del gobierno sirio.

## Contexto
Los rebeldes en la ciudad de al-Dumayr y el resto del bolsillo oriental de Qalamoun habían permanecido en un estado de alto el fuego con las fuerzas gubernamentales a lo largo de 2016, con ambas partes enfocadas en combatir el Estado Islámico de Irak y el Levante. A mediados de 2017, sin embargo, las fuerzas gubernamentales lanzaron una ofensiva contra los rebeldes en el desierto sirio al este del bolsillo, luego de una ofensiva rebelde anterior contra el EIIL en la región. 
A fines de marzo de 2018, el Ejército de Liberación de Levante lanzó un ataque contra las posiciones del Ejército sirio en las montañas orientales de Qalamoun. Esto se produjo en medio de la ofensiva del ejército sirio en Guta oriental.

## Rendición rebelde y evacuación
El 3 de abril de 2018, los grupos rebeldes en el bolsillo oriental de Qalamoun formaron un comando militar unificado,  que se reunió con un oficial de la Dirección de Inteligencia de Rusia y la Fuerza Aérea , este último emitió un ultimátum a los rebeldes, exigiendo que se desarmen y se reconcilien. O dejar el bolsillo oriental de Qalamoun por completo.  El comité rebelde se negó a salir y exigió la liberación de los presos. El Ejército de Liberación de Levante declaró que no formaba parte del comando militar unificado, negó cualquier coordinación con él y rechazó las negociaciones con Rusia. El 8 de abril, el comando unificado rebelde se reunió nuevamente con oficiales del ejército ruso y sirio y llegó a un acuerdo preliminar.
El 17 de abril, la Agencia de Noticias Árabe Siria, dirigida por el gobierno, anunció que Jaysh al-Islam y las Fuerzas de Mártir Ahmad al-Abdo en Dumayr se rindieron y comenzaron a entregar armas pesadas y medianas al gobierno. 5,000 personas, entre ellas 1,500 combatientes rebeldes y 3,000 civiles, se prepararon para irse.  Los choques también continuaron en las montañas cercanas. El 18 de abril, Shaher Juma, jefe del comité de negociaciones rebeldes en Dumayr, fue asesinado por hombres armados no identificados.
El 19 de abril, el comando unificado rebelde acordó entregar las armas y entregar todo el bolsillo oriental de Qalamoun, incluidas las ciudades de Dumayr, Jayrud y al-Naseriyah .  Los oficiales rusos se comprometieron a perdonar a las personas que evadieron el servicio militar obligatorio en las ciudades.  El primer grupo de 2.500 personas, incluidos 600 rebeldes, fueron luego transportados por 44 autobuses desde Dumayr a Jarabulus. El segundo convoy de al menos 30 autobuses partió en la madrugada del 22 de abril e incluyó a 1.200 combatientes de Tahrir al-Sham y Ahrar al-Sham y sus familias, que llegaron al distrito de Afrin .  El tercer convoy llegó a la zona de al-Bab el 24 de abril y el cuarto y último lote de 60 autobuses llegó al norte de Alepo el 25 de abril.  Con esto, las montañas del este de Qalamoun quedaron bajo el control total del gobierno, y la bandera de la República Árabe Siria se alzó en la plaza principal de Jayrud .  Junto con el territorio, el ejército árabe sirio dijo que también recuperó varias armas pesadas, incluida una docena de tanques.  Después de más barridos territoriales el 17 de mayo, los medios de comunicación gubernamentales informaron que se encontraron ocho tanques más.